# Battaglia di 'Aqraba'
La battaglia di ʿAqrabāʾ (in arabo معركة ﻋﻘﺮﺑﺎء‎?) ovvero della Yamāma (in arabo معركة اليمامة‎?) fu combattuta nel dicembre del 632 nella pianura di ʿAqrabāʾ, nella regione della Yamāma, tra le forze del califfo Abū Bakr e di Musaylima ibn Habib, detto dai musulmani al-Kadhdhāb (Il Mentitore), in quanto considerato "falso profeta", che si opponeva all'Islam forgiato da Maometto.

## Premesse
Dopo la morte di Maometto, molte tribù arabe si ribellarono contro la Umma islamica di Medina. Il califfo Abū Bakr organizzò 11 compagini di guerrieri per stroncare tali rivolte. Abū Bakr nominò ʿIkrima ibn Abī Jahl comandante di uno di tali corpi. Gli ordini impartiti a ʿIkrima erano di avanzare e di entrare in contatto con le forze di Musaylima ibn Habib nella Yamama ma di non impegnare battaglia con lui. Abu Bakr conosceva il valore e la potenza di cui disponeva il suo avversario e non voleva rischiare un combattimento contro di lui con forze insufficienti. Dal momento che Khalid ibn al-Walid era senza ombra di dubbio il suo più abile generale, il califfo aveva in mente di impiegarlo contro Musaylima dopo essere riuscito a sbarazzarsi degli altri nemici dell'Islam. L'intento di Abū Bakr nell'affidare a ʿIkrima quella missione era di forzare Musaylima a rimanere nella Yamama. Con ʿIkrima in vista, Musaylima si sarebbe atteso un attacco musulmano e in tal modo non sarebbe stato in condizione di lasciare la sua base. Con Musaylima così bloccato, Khālid sarebbe stato libero di affrontare le tribù degli "apostati" (murtadd) dell'Arabia centro-occidentale senza che vi fossero interferenze provenienti dalla Yamāma. ʿIkrima avanzò col suo esercito e fissò un accampamento da qualche parte nella regione della Yamama.
Il luogo dell'accampamento non è noto. Da questa base di partenza ʿIkrima tenne le forze dei Banu Hanifa sotto osservazione mentre attendeva istruzioni dal califfo, e la presenza di ʿIkrima ebbe l'effetto desiderato di far rimanere Musaylima nella Yamama. Quando ʿIkrima ricevette le notizie della sconfitta di Tulayha ad opera di Khālid, cominciò a diventare impaziente di attaccare battaglia. ʿIkrima era una persona che non conosceva la paura e un generale capace, ma gli mancava la freddezza di giudizio e la pazienza di Khalid - qualità che contraddistinguono il capace comandante da quello avventato, anche se dotato.

Il successivo evento di cui venne a conoscenza ʿIkrima fu che Shurahbil ibn Hasana stava marciando per unire le sue forze alle sue. Anche Shurahbil aveva ricevuto il comando di un corpo militare da parte del califfo, con gli ordini di mettersi al seguito di ʿIkrima, e di attendere ulteriori istruzioni. In pochi giorni Shurahbil si sarebbe congiunto con Ikrima. Quindi giunsero notizie di come Khalid aveva messo in rotta le forze di Salma, la regina a guida di uomini. ʿIkrimah non poteva aspettare oltre e mise il suo corpo militare in movimento. Questo avveniva alla fine di ottobre 632 (fine di Rajab dell'11 Egira). Fu però sconfitto da Musaylima. Scrisse allora ad Abu Bakr e gli fece un resoconto completo di quanto avvenuto. Abu Bakr era al contempo comprensivo e adirato dall'impulsività di ʿIkrima e dalla sua disubbidienza agli ordini che gli aveva impartito. Abu Bakr gli ordinò di marciare su Mahra per aiutare ʿArfaja b. Harthama al-Bārikī e poi dirigersi in Yemen per aiutare Muhājir ibn Abī Umayya. Shurahbīl rimase nella regione della Yamama. Per assicurarsi che anche lui non facesse l'errore di ʿIkrima, Abū Bakr gli scrisse: "Rimani dove ti trovi e attendi ulteriori istruzioni".
Il califfo mandò a chiamare allora a Khalid e gli affidò la missione di distruggere le forze di Musaylima nella Yamama. In aggiunta al suo esercito già nutrito, Khalid avrebbe avuto sotto il suo comando le forze di Shurahbil. Khalid cavalcò fino a Butah, dove i suoi contingenti originari lo attendevano. Nel frattempo il califfo inviò una missiva a Shurahbil affinché operasse sotto il comando di Khalid ibn al-Walid. Pochi giorni prima dell'arrivo di Khalid, Shurahbil aveva avuto la medesima tentazione di ʿIkrima; alla ricerca della gloria, egli avanzò e si urtò con le forze di Musaylima, ma anch'egli fu sconfitto. Khalid ricevette informazioni sul fatto che Musaylima era accampato sulla pianura di ʿAqrabāʾ con un esercito di 40 000 guerrieri. Le due vittoriose azioni condotte da loro contro ʿIkrima e Shurahbil avevano accresciuto la fiducia in loro stessi e avevano creato un'aureola d'invincibilità attorno a Musaylima.

## Il secondo attacco dei musulmani
Agli ordini di Khalid, l'esercito islamico si spinse ancora una volta all'attacco. I musulmani lanciarono violenti attacchi lungo tutto il fronte. La carneficina maggiore avvenne in un burrone in cui il sangue umano scorse a rivoli nel wadi.
L'esito della battaglia rimase comunque in bilico. Khalid allora capì che, per la fede fanatica nel loro leader, i Banu Hanifa non avrebbero ceduto. Era evidente che solo la morte di Musaylima avrebbe potuto determinare la sconfitta dei non musulmani, dal momento che essa avrebbe ingenerato una forte demoralizzazione dei suoi seguaci e ciò avrebbe condotto inevitabilmente alla loro disfatta. Tuttavia Musaylima non combatteva in prima linea come faceva invece Khalid. Avrebbe dovuto essere allontanato dalla cintura di protezione organizzata dai suoi fedeli. Al primo violento urto del combattimento, i guerrieri impegnati fecero seguire un momento di pausa utile per riprendere fiato. Vi fu un momento di calma.
Allora Khalid allungò il passo verso il centro dello schieramento nemico e lanciò una sfida per un combattimento a singolar tenzone. Numerosi campioni si fecero avanti dai ranghi dei pagani per accettare la sfida di Khalid ibn al-Walid e avanzarono verso di lui a uno a uno; Khalid superò ogni avversario. Lentamente e fermamente Khalid s'indirizzò verso Musaylima, uccidendo un suo campione dopo l'altro, finché non rimase nessuno che fosse coraggioso abbastanza per contrapporsi a lui. Fu a quel punto sufficientemente prossimo a Musaylima per parlargli senza urlare, e gli propose dei colloqui. Musaylima fu d'accordo; avanzò cautamente e si fermò proprio al di là della distanza utile per duellare con Khalid. Questi era determinato a uccidere Musaylima. I colloqui erano solo un espediente per accostarglisi. A quell'istante Khalid gli balzò contro. Khalid ibn al-Walid era veloce ma Musaylima lo era ancor di più. A quel punto del combattimento, qualcosa d'inesprimibile mutò nello spirito dei due eserciti, deprimendo uno ed esaltando l'altro. La fuga del loro 'profeta' e comandante davanti a Khalid fu una visione sciagurata per gli occhi degli 'apostati', mentre i musulmani gioivano. Per sfruttare l'opportunità psicologicamente favorevole che al momento gli si presentava, Khalid ibn al-Walid ordinò un'immediata nuova offensiva. Gli 'apostati' cominciarono ad arretrare, alla stessa stregua dei musulmani che avanzavano. Dopo qualche tempo il fronte 'infedele' si sbriciolò. Il nucleo più compatto dell'esercito di Musaylima si frantumò e fuggì, sparpagliandosi in ogni direzione.

## Ultima fase del combattimento
Solo un quarto circa dell'esercito di Musaylima rimase a combattere, e questa parte si affrettò a raggiungere un giardino recintato - noto come Ḥadīqat al-Rahmān ("Giardino di al-Rahmān") - mentre Muhakim (comandante dell'ala destra) copriva la sua ritirata dispiegando una piccola retroguardia. Tale retroguardia fu presto fatta a pezzi dai musulmani e Muhakim cadde trafitto da un dardo lanciato dal figlio del Califfo, Abd al-Rahman. Immediatamente i musulmani sopraggiunsero all'interno del giardino recintato, dove circa 7 000 'apostoli' (Musaylima fra loro), avevano trovato rifugio, sbarrando l'entrata. I musulmani erano ansiosi di penetrarvi e di completare l'opera. Allora un guerriero musulmano, al-Barāʾ ibn Malik, chiese ai suoi seguaci di lasciargli scalare il muro, così da poter aprire il portone dopo aver ucciso le guardie. Il guerriero balzò nel giardino e spalancò il portone. I musulmani penetrarono nel giardino e la parte finale e più cruenta della battaglia della Yamāma ebbe inizio.

### Il Giardino della Morte
Gli 'apostati' arretrarono non appena i musulmani entrarono le giardino. Il combattimento divenne sempre più feroce. Ma Musaylima combatteva e non aveva alcuna intenzione di arrendersi. Quando il cerchio si strinse sempre più attorno a lui, snudò la spada e si unì al combattimento. L'ultima fase della battaglia raggiunse la sua acme. L'esercito islamico premeva per ogni dove il suo avversario ed era solo l'impegno di Musaylima ad evitare un collasso generale. Allora Musaylima si recò sotto lo sguardo simile a quello del falco di Wahshī ibn Harb (quello stesso che aveva ucciso Hamza, lo zio di Maometto, nella battaglia di Uhud prima di convertirsi all'Islam). Egli impugnava lo stesso giavellotto etiopico col quale aveva trafitto Hamza e colpì Musaylima al ventre; nel momento immediatamente successivo Abu Dujana gli tagliò la testa.
La notizia della morte di Musaylima portò al rapido collasso degli 'apostati'. Il giardino in cui si sviluppò l'ultimo accanito combattimento dell'intera battaglia fu chiamato il "Giardino della Morte" (Ḥadīqat al-Mawt ). Tutti i 7 000 'aposto' vi furono trucidati.

### Conseguenze
A seguito della battaglia della Yamāma, ogni resistenza in Arabia terminò. Dopo la battaglia di ʿAqrabāʾ, il Califfo Abū Bakr inviò Khalid ibn al-Walid a invadere l'Impero persiano sasanide.